# Ярмолюк Олексій Вікторович
Олексі́й Ві́кторович Ярмолю́к (18 лютого 1988 — 18 серпня 2015) — старший солдат Збройних сил України, учасник російсько-української війни.

## Життєпис
Народився 1988 року в селі Боровичі Волинської області, де закінчив середню школу. В юності захоплювався кінним спортом. Пройшов строкову службу в саперному взводі Президентського полку. Після демобілізації вступив на заочне навчання у Харківську академію внутрішніх справ. Працював дільничним інспектором міліції в Боровичах. Звільнився з міліції, поїхав на заробітки до Києва, працював будівельником, зустрів свою кохану і після повернення одружився.
4 лютого 2015 р. призваний за мобілізацією; старший солдат, служив у 184-му навчальному центрі, потім в 14-й бригаді, сапер.
30 липня 2015 р. під час розміновування ділянки під Маріуполем поблизу Талаківки підірвався разом з побратимом Дмитром Загороднім на встановленій російськими терористами міні. Олексій лікувався в Дніпропетровську та Києві, за 20 днів переніс більше 8 операцій. Під час вибуху нирки відмовило, постійний діаліз. Внаслідок травм переніс ампутацію лівої ноги. Численні осколкові ураження правої ноги та руки. Волонтери та небайдужі люди допомагали, постійно були потрібні донори крові. Помер рано вранці 18 серпня 2015 року у київському військовому шпиталі.
Похований в Боровичах.
Без Олексія лишилися дружина Тетяна, батьки, два брати та сестра.

## Нагороди та вшанування
За особисту мужність, сумлінне та бездоганне служіння Українському народові, зразкове виконання військового обов'язку відзначений — нагороджений
- орденом Богдана Хмельницького ІІІ ступеня (16.1.2016, посмертно)[2]
- 18 лютого 2016 року в боровицькій ЗОШ відкрито меморіальну дошку на його честь.